# صفية فرحات
صفية فرحات ولدت عام 1924، وتوفيت عام 2004، هي فنانة تشكيلية تونسية، رائدة في الفنون التشكيلية في تونس (رسم، خزف، نسيج، نحت ) و هي في نفس الوقت مصممة ديكور.

## تكوينها
تعتبر صفية فرحات رائدة في مجالها، وقد تخرجت من مدرسة الفنون الجميلة بتونس سنة 1952، ثم عادت إلى نفس المدرسة للتدريس بها ثم إدارتها فيما بين 1966 و1973. وفي هذه السنة ارتقت المدرسة لتصبح تابعة إلى الجامعة التونسية.

## مشاريع
أسّست صفية فرحات مع عبد العزيز القرجي، شركة للتزويق تسمى «زين» كما أنها كانت من مؤسسي مجلة فائزة النسوية التي ظهر عددها الأول عام 1959، وساهمت بعد ذلك بالكتابة على صفحاتها. كما أسست عام 1982 مع زوجها مركز الفنون الحيّة برادس.

## أعمالها
مارست صفية فرحات العديد من الفنون التشكيلية، وكانت الفنانة الوحيدة بمدرسة تونس للفن التشكيلي، وشاركت في كلّ المعارض التي نظمتها هذه المجموعة.